# Робертс, Тоби
Тоби Робертс (англ. Toby Roberts; род. 15 марта 2005, Elstead, Юго-Восточная Англия) — британский спортсмен, выступающий в спортивном скалолазании, чемпион летних Олимпийских игр 2024 года в многоборье. Специализируется в лазании на трудность и в боулдеринге.

## Биография
Робертс родился 15 марта 2005 года в Элстеде, графство Суррей, в семье Тристиана и Марины Робертс. Посещал сначала школу Edgeborough School, затем учился в независимой дневной подготовительной школе с совместным обучением во Френшеме в графстве Суррей. Именно там в 2013 году познакомился со спортивным альпинизмом. В дальнейшем проходил обучение в школе короля Эдуарда в Уормли.

## Карьера
В июне 2023 года Робертс завоевал свою первую золотую медаль в соревнованиях по боулдерингу на взрослом уровне. В октябре 2023 года, в возрасте 18 лет, он стал первым британским альпинистом-мужчиной и вторым британским альпинистом после Шоны Кокси, который завоевал путевку на Олимпийские игры по скалолазанию, выиграв европейский олимпийский отборочный турнир в Лавале, Франция.
На летних Олимпийских играх 2024 года в Париже Робертс завоевал золото для Великобритании в спортивном скалолазании в комбинированном двоеборье.